# Ermelino Matarazzo (1926)
Ermelino Matarazzo (São Paulo, 13 de agosto de 1926 — Rio de Janeiro, 23 de novembro de 1988) foi um advogado e empresário ítalo-brasileiro, neto do conde Francisco Matarazzo e filho de Francisco Matarazzo Júnior. Foi goleiro do Botafogo, onde era reserva de Osvaldo Alfredo da Silva.
Por ocasião da morte de seu pai, travou batalha judicial com sua irmã Maria Pia Esmeralda Matarazzo, que foi escolhida como a sucessora no comando dos negócios da família.